# Minimalpolynom (Lineare Algebra)
In der linearen Algebra ist das Minimalpolynom eines Endomorphismus oder einer quadratischen Matrix über einem Körper das normierte Polynom kleinsten Grades, das den Endomorphismus bzw. die Matrix annulliert. Es teilt jedes andere Polynom, das den Endomorphismus oder die Matrix annulliert, und enthält wesentliche Informationen über die algebraische Struktur der Abbildung, insbesondere über ihre Diagonalisierbarkeit und die Struktur ihrer Jordan-Normalform.

## Beispiel
Gegeben sei die {\displaystyle 2\times 2}-Matrix
{\displaystyle A={\begin{pmatrix}1&2\\-1&0\end{pmatrix}}.}
Wegen
{\displaystyle A^{2}={\begin{pmatrix}1&2\\-1&0\end{pmatrix}}{\begin{pmatrix}1&2\\-1&0\end{pmatrix}}={\begin{pmatrix}-1&2\\-1&-2\end{pmatrix}}}
folgt
{\displaystyle A^{2}-A+2E={\begin{pmatrix}-1&2\\-1&-2\end{pmatrix}}-{\begin{pmatrix}1&2\\-1&0\end{pmatrix}}+2{\begin{pmatrix}1&0\\0&1\end{pmatrix}}={\begin{pmatrix}0&0\\0&0\end{pmatrix}}.}
Dabei ist {\displaystyle E=A^{0}} die Einheitsmatrix. Das Polynom {\displaystyle \tau ^{2}-\tau +2} ist das Minimalpolynom von {\displaystyle A}. Es stimmt mit dem charakteristischen Polynom von {\displaystyle A} überein.

## Definition
Es seien {\displaystyle K} ein Körper und {\displaystyle A} eine unitäre {\displaystyle K}-Algebra. Dann ist das Minimalpolynom eines Elementes {\displaystyle x\in A} das normierte Polynom kleinsten Grades, das {\displaystyle x} als Nullstelle hat.
Das Minimalpolynom kann auch als normierter Erzeuger des Kerns des Homomorphismus
{\displaystyle K[T]\to A,\quad a_{0}\operatorname {id} +a_{1}T+\cdots +a_{d}T^{d}\mapsto a_{0}+a_{1}x+\cdots +a_{d}x^{d}},
des Einsetzungshomomorphismus von {\displaystyle x}, beschrieben werden, wobei {\displaystyle K[T]} der Ring der Polynome mit Koeffizienten aus {\displaystyle K} ist.
In einer endlichdimensionalen Algebra besitzt jedes Element ein eindeutiges Minimalpolynom, in einer unendlichdimensionalen muss das nicht zutreffen. Dort nennt man die Elemente, die ein Minimalpolynom haben, algebraische Elemente über dem Grundkörper; Elemente, auf die das nicht zutrifft, heißen transzendente Elemente.

## Eigenschaften
Das Minimalpolynom {\displaystyle \mu } einer quadratischen {\displaystyle n\times n}-Matrix {\displaystyle A} über einem Körper {\displaystyle K} ist das normierte Polynom kleinsten Grades mit Koeffizienten in {\displaystyle K}, so dass {\displaystyle \mu _{A}\left(A\right)=0_{nn}} (die Nullmatrix) ist.
Schreibweise: {\displaystyle \mu _{A}}
Gesprochen: Minimalpolynom der Matrix A
Folgende Aussagen für {\displaystyle \lambda } aus {\displaystyle K} sind äquivalent:
- {\displaystyle \lambda } ist Nullstelle von {\displaystyle \mu }, d. h. {\displaystyle \mu \left(\lambda \right)=0},
- {\displaystyle \lambda } ist Nullstelle des charakteristischen Polynoms von {\displaystyle A},
- {\displaystyle \lambda } ist ein Eigenwert von {\displaystyle A}.

Die Vielfachheit einer Nullstelle {\displaystyle \lambda } von {\displaystyle \mu } bestimmt die Länge der längsten Hauptvektor-Kette zum Eigenwert {\displaystyle \lambda }, d. h., beträgt die Vielfachheit z. B. 4, dann existiert eine Kette von vier zueinander linear unabhängigen Hauptvektoren (der Stufen 1 bis 4) zum Eigenwert {\displaystyle \lambda }. Falls noch weitere Hauptvektorketten zum Eigenwert {\displaystyle \lambda } existieren, die von dieser Kette der Länge 4 linear unabhängig sind, dann sind sie auf keinen Fall länger. Somit ist die Größe des größten zu {\displaystyle \lambda } gehörenden Jordanblocks der jordanschen Normalform von {\displaystyle A} identisch mit der Vielfachheit von {\displaystyle \lambda } im Minimalpolynom {\displaystyle \mu }.
Unter der  geometrischen Vielfachheit des Eigenwerts {\displaystyle \lambda } von {\displaystyle A} versteht man dagegen die Anzahl linear unabhängiger Eigenvektoren zu diesem Eigenwert. Anders ausgedrückt: Die geometrische Vielfachheit eines Eigenwerts {\displaystyle \lambda } der quadratischen Matrix {\displaystyle A} ist die Dimension des Lösungsraums von {\displaystyle \left(A-\lambda \cdot E\right)x=0} mit der {\displaystyle n\times n}-Einheitsmatrix {\displaystyle E}.
Etwas allgemeiner kann man (auch ohne Festlegung auf eine bestimmte  Basis) zu einem Endomorphismus {\displaystyle F} eines Vektorraums {\displaystyle V} den Kern des Einsetzungshomomorphismus von {\displaystyle F} aus der Definition untersuchen, dies führt dann auch bei unendlichdimensionalen Vektorräumen zu einem Minimalpolynom, wenn dieser Kern nicht der Nullvektorraum ist. Ein einfaches Beispiel sind die Projektionsabbildungen {\displaystyle P}, die definitionsgemäß idempotent sind, also die Relation {\displaystyle P^{2}-P=0} erfüllen. Jede Projektion hat also eines der Polynome {\displaystyle p\left(x\right)=x^{2}-x}, {\displaystyle p\left(x\right)=x} oder {\displaystyle p\left(x\right)=x-1} als Minimalpolynom.
Eigenschaften:
- Der Grad des Minimalpolynoms ist kleiner oder gleich dem Rang der jeweiligen linearen Abbildung oder Matrix addiert mit 1.
- Sei {\displaystyle T\in \operatorname {End} (V),g\in K[x],g\neq 0} und {\displaystyle g(T)=0}. Dann gilt {\displaystyle m_{T}(x)|g(x)}. ({\displaystyle m_{T}(x)} teilt {\displaystyle g(x)})